# Pêro Vaz de Caminha

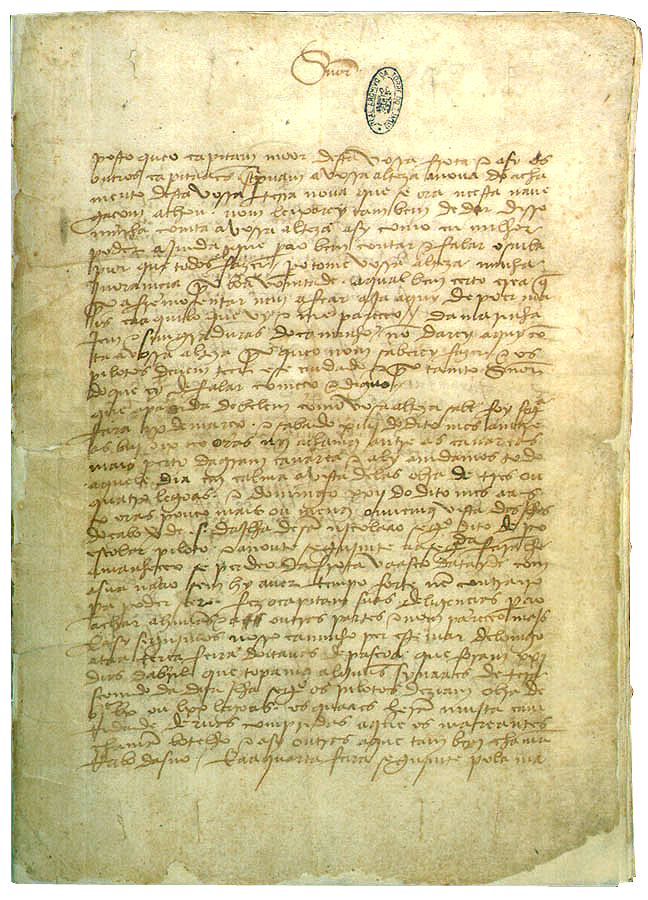
Reproducción de la carta de Pero Vaz de Caminha a Manuel I de Portugal.

Pero Vaz de Caminha (Oporto, Portugal, 1450 - Calicut, India, 1500), a veces llamado Pedro Vaz de Caminha, fue un explorador y escritor portugués conocido por haber hecho las funciones de escribano en la flota de Pedro Álvares Cabral, a quien acompañó en su descubrimiento de Brasil.
Era hijo de Vasco Fernandes de Caminha, caballero del duque de Braganza. Sus ancestros serían los primeros pobladores de Neiva en la época del reinado de D. Fernando (1367-83).
Letrado, Pero fue caballero de las casas de Alfonso V (1438-81), de Juan II (1481-95), y de Manuel de Portugal (1495-1521). Padre e hijo, para desempeñar mejor sus cargos, precisaban ejercitar la práctica y desarrollar el conocimiento práctico de la escritura, distinguiéndose en el servicio de los monarcas.
Habría participado en la batalla de Toro (1 de marzo de 1476) con las tropas de Afonso V. Heredó de su padre en 1476 el cargo de maestre de la Balança da Moeda, posición de cierta responsabilidad en la época. En 1497 fue elegido para escribir, en calidad de vereador (concejal), los capítulos del Ayuntamiento de Oporto, que fueron presentados a las Cortes de Lisboa. Se afirma que D. Manuel I, que le nombró para el cargo en Oporto, le tenía afecto.
En 1500, fue nombrado escribano de la factoría de Calicut, en la India, razón por la que se encontraba en la nave capitana de la flota de Pedro Alvares Cabral cuando se descubrió el Brasil. Caminha ha pasado a la posteridad como el autor de la carta al rey Manuel I de Portugal, fechada el 1 de mayo, uno de los tres únicos testimonios del descubrimiento, y que es considerada como el certificado de nacimiento de Brasil  (los otros dos son la Relação do Piloto Anônimo y la Carta do Mestre João Faras; hay artículos en la Wikipedia en portugués). La carta no fue publicada hasta el siglo XIX, por Manuel Aires de Casal en Corografia Brasilica, Imprensa Régia, Río de Janeiro, 1817.
Caminha se casó con Catarina Vaz, con la que tuvo, por lo menos, una hija, Isabel. Tradicionalmente se acepta que Caminha pereció en combate durante el ataque musulmán a la factoría de Calicut, en construcción, a finales de 1500.